# Eurico dos Santos Veloso
Eurico dos Santos Veloso (* 13. April 1933 in Sanandira; † 30. September 2023) war ein brasilianischer Geistlicher und römisch-katholischer Erzbischof von Juiz de Fora.

## Leben
Eurico dos Santos Veloso empfing am 22. September 1962 die Priesterweihe für das Juiz de Fora.
Papst Johannes Paul II. ernannte ihn am 12. März 1987 zum Titularbischof von Selja und bestellte ihn zum Weihbischof in Juiz de Fora. Der Erzbischof von Juiz de Fora, Juvenal Roriz CSsR, spendete ihm am 5. Juli desselben Jahres die Bischofsweihe; Mitkonsekratoren waren Antônio Carlos Mesquita, Bischof von São João del Rei, Hélio Gonçalves Heleno, Bischof von Caratinga, Lélis Lara CSsR, Weihbischof in Itabira, und Sebastião Roque Rabelo Mendes, Bischof von Leopoldina.
Am 22. Mai 1991 wurde er zum Koadjutorbischof von Luz ernannt. Mit der Emeritierung Belchior Joaquim da Silva Netos CM am 18. Mai 1994 folgte er ihm als Bischof von Luz nach. Am 28. November 2001 wurde er zum Erzbischof von Juiz de Fora ernannt. Am 28. Januar 2009 nahm Papst Benedikt XVI. sein altersbedingtes Rücktrittsgesuch an.